# Kirchschlag in der Buckligen Welt
Kirchschlag in der Buckligen Welt est une commune autrichienne du district de Wiener Neustadt-Land en Basse-Autriche.

## Histoire

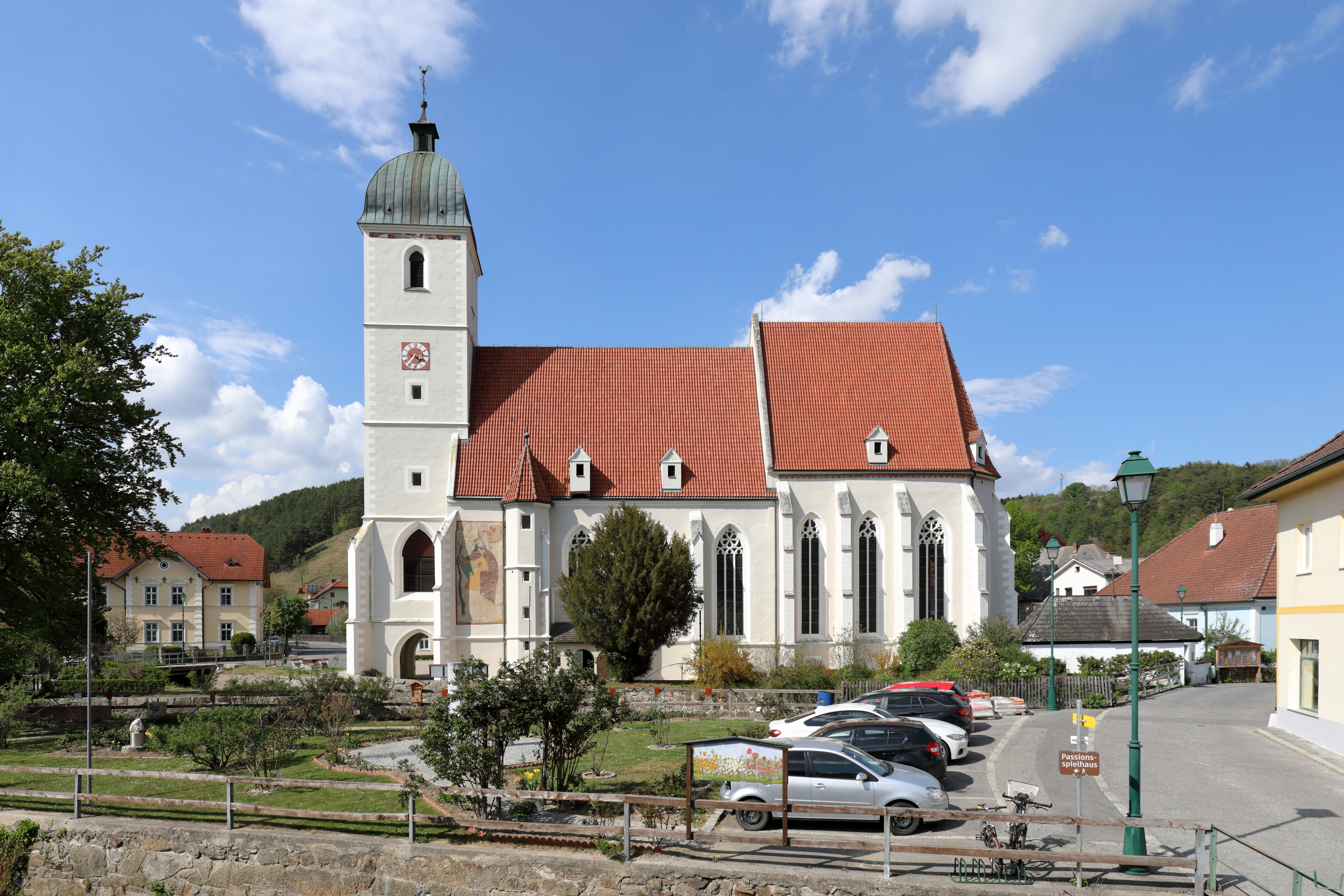
L'église de Kirchschlag